# Мови Казахстану
Казахста́н — це багатомовна держава. Згідно з Конституцією, державною мовою Казахстану є казахська, офіційною — російська. Також у країні поширені кілька десятків мов національних меншин.

## Історія
У минулому ледве не всі казахи розмовляли виключно казахською мовою. Племінна влада розмовляла арабською та перською, проте більшість населення їх не розуміла. Після приєднання Центральної Азії до Російської Імперії в Казахстані почали з'являтися міста (кочовий спосіб життя, який до цього вели казахи, нова російська влада почала змінювати), а разом з цим в містах  швидко поширювалася російська замість казахської мови. Під час періоду Коренізації, казахська мова почала розвиватися, проте незабаром було розпочато масове зросійщення. У 1932—1933 у Казахській РСР державною владою СРСР був штучно створений жорстокий голод, внаслідок якого загинуло понад 40 відсотків етнічних казахів. У той же час до республіки було вислано понад мільйон репресованих сталінським урядом громадян. Через це корінне казахське населення стало етнічною меншиною. Згодом відсоток казахів від загальної кількості населення ще зменшився через масове переселення до КРСР під час великих заходів, як-от освоєння цілинних земель. У деяких періодах радянської доби кількість етнічних казахів в республіці складала лише 30 відсотків. Розмовляти казахською у містах було неможливо через її нерозуміння, й багато етнічних казахів перейшли у повсякденному житті на російську. Обов'язкове вивчення казахської у школах було скасовано, кількість казахських шкіл зменшилася (наприклад, у Алма-Аті була лише одна школа з казахською мовою навчання).

## Сучасність
Після проголошення незалежності з Казахстану розпочався швидкий відтік етнічних росіян, німців та інших. Незабаром казахи відновили статус етнічної більшості. Так, станом на 2016 рік, їхня кількість складала ледь не 70 відсотків населення. Проте російська мова продовжувала домінувати. Багато етнічних казахів залишилися російськомовними й навіть не розуміють казахської. У більшості міст домінує російськомовне населення. Згідно з переписом 2009 року казахською володіє 74 відсотки населення (російською — 89 відсотків). Проте до носіїв казахської було віднесено багато людей, які можуть сказати казахською лише кілька фраз або розмовляють т. зв. шалаказахською мовою, тобто російсько-казахським піджином. Попри те, що казахська є державною, а російська лише офіційною, усі закони видаються спочатку російською, а вже потім деякі з них перекладають казахською. У Атирауській області, де етнічні казахи складають понад 92 %  населення, станом на 2009 рік лише 51 % діловодства велося казахською. Мова є малопрестижною для міського населення. На сьогодні не існує перекладу жодного іншомовного письменника казахською. Станом на 2012 лише два фільми було дубльовано казахською: Тачки 2 у 2011 році та Люди в чорному 3. Згідно з незалежними дослідженнями кількість казахськомовних мешканців після 1991 року навіть зменшилася. Багато етнічних казахів, які народились у казахськомовних родинах після здобуття Казахстаном незалежності, були змушені  навчатись у школах з російською мовою навчання і тепер не розуміють казахської. Іншою проблемою є вкрай низький рівень володіння казахською мовою серед етнічних меншин. Станом на 2009 рік, серед росіян усну казахську мову розуміють лише 25,3 відсотка (для порівняння, серед росіян в Україні у 2001 році вільно володіло українською мовою ледь не 60 відсотків). Серед інших малих народів Казахстану цей рівень ще нижче через повну відсутність підручників з казахської будь-якими іншими мовами етнічних меншин Казахстану. Попри те, що вивчення казахської мови у всіх школах є обов'язковим, наразі воно залишається формальним. Казахськомовні підручники з казахської мови не підходять для учнів, які не володіють казахською, а усі сучасні російськомовні підручники з казахської дуже поганої якості. Згідно з чинним законодавством, держслужбовець повинен відповідати російською кожному, хто надіслав запит російською. Проте аналогічного закону щодо відповіді казахською у випадку отримання казахськомовного запиту, не існує. Починаючи з 2018 року, предмет «Всесвітня історія» повинен викладатися винятково російською.  Президент Казахстану Нурсултан Назарбаєв під час публічних промов, навіть у День незалежності Казахстану, розмовляє переважно російською мовою. 26 жовтня 2017 року він підписав Указ про перехід абетки казахської мови з кирилиці на латиницю до 2025 року.
7 жовтня 2023 року Міністерка культури та інформації Казахстану Аїда Балаєва заявила, що у планах держави — збільшити частку телевізійних та радіопередач казахською мовою до 70%. У жовтні 2023 року Казахстан розробив закон про ЗМІ, спрямований на ширше використання казахської мови порівняно з російською. Закон передбачає, що частка державної мови на телебаченні та радіо має зрости з 50% до 70%, з темпом 5% на рік, починаючи з 2025 року.

## Інші мови
Окрім російської та казахської у сучасному Казахстані поширено кілька десятків інших мов, зокрема українська, німецька, уйгурська та корейська.